# Lista de patriarcas da Igreja Greco-Católica Melquita

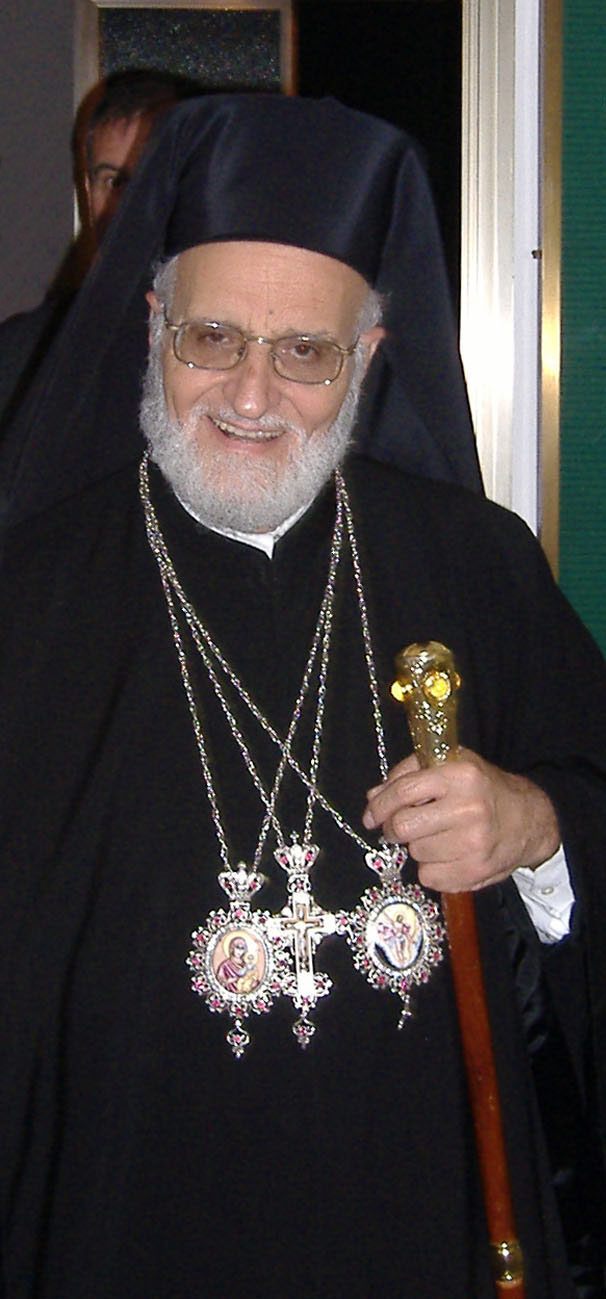
Gregorio III, durante uma viagem à Itália, em setembro de 2006

O Patriarca Greco-Melquita de Antioquia e de todo o Oriente, Alexandria e Jerusalém existe desde 1724, data em que parte dos cristãos melquitas, que não tinham um status unilateral de comunhão com a Igreja Católica ou Ortodoxa, declarou comunhão visível com a Igreja Católica, constituindo assim a Igreja Greco-Católica Melquita. À princípio, o título do Patriarca Melquita Católico compreendia apenas a região de Antioquia. As sedes de Alexandria e Jerusalém foram agregadas em 1838 ao título do Patriarca Máximo III Mazloum pelo Papa Gregório XVI, como título pessoal, mas a partir daí os sucessores de Máximo III passaram a adotar as três sedes. 
Numa certa visão histórica, a data de 1724 não indicaria o surgimento de patriarcas de uma nova igreja, mas somente a sucessão natural da linhagem dos patriarcas da Igreja de Antioquia, que começou com São Pedro. Isso decorre do fato de que o primeiro Patriarca Melquita, Cirilo VI, foi eleito pelo Santo Sínodo antioqueno de forma legítima. O que aconteceu em seguida foi a não-aceitação de sua eleição pelo então Patriarca de Constantinopla, Jeremias III, que não tolerou sua posição pró-Ocidente e nomeou um novo Patriarca para a sede antioquena: o monge Silvestre de Chipre. Cinco anos mais tarde, o Papa de Roma anunciou que o patriarca legítimo era Cirilo VI e recebeu os melquitas na comunhão da Igreja Católica.
Vários Patriarcas melquitas juraram, em caso de que aconteça, durante seu respectivo patriarcado, a plena comunhão da Igreja Antioquena com o Papa, renunciar ao seu governo em prol do daquele que tiver sido imediatamente antes o patriarca ortodoxo antioqueno. 
Seu atual Patriarca é Youssef I Absi, eleito no dia 21 de junho de 2017.

## Lista dos Patriarcas melquitas
- Cirilo VI Tanas (1724-1759)
- Atanásio IV Jawhar (1759-1760)
- Máximo II Hakim (1760-1761)
- Teodósio V Dahan (1761-1788)
  - Atanásio IV Jawhar (1765-1768), restaurado uma vez (antipatriarca)
  - Atanásio IV Jawhar (1788-1794), restaurado pela segunda vez
- Cirilo VII Siaj (1794-1796)
- Agápio II Matar (1796-1812)
- Inácio IV Sarruf (1812)
- Atanásio V Matar (1813-1814)
- Macário IV Tawil (1814-1815)
- Inácio V Qattan (1816-1833)
- Máximo III Mazlum (1833-1855)
- Clemente Bahouth (1856-1864)
- Gregório II Youssef-Sayur (1864-1897)
- Pedro IV Jaraijiry (1898-1902)
- Cirilo VIII Jaha (1902-1916)
  - vacante (1916-1919)
- Demétrio I Qadi (1919-1925)
- Cirilo IX Moghabghab (1925-1947)
- Máximo IV Cardeal Saïgh (1947-1967)
- Máximo V Hakim (1967-2000)
- Gregório III Laham  (2000-2017)
- Youssef I Absi      (2017 - atual)